# Caldas (Antioquia)
Caldas ist eine Gemeinde (Municipio) im Departamento Antioquia in Kolumbien. Caldas gehört zur Metropolregion von Medellín, der Área Metropolitana del Valle de Aburrá. Caldas ist Sitz des Bistums Caldas.

## Geographie
Caldas liegt in der Subregion Valle de Aburrá im Südwesten von Antioquia auf einer Höhe von 1750 m ü. NN südlich von Medellín und hat eine Durchschnittstemperatur von 19 °C. Die Gemeinde grenzt im Norden an La Estrella, Sabaneta und Envigado, im Osten an Retiro, im Süden an Santa Bárbara und Fredonia und im Westen an Amagá und Angelópolis. Der Oberlauf des Río Medellín verläuft östlich vom Stadtzentrum von Caldas.

## Bevölkerung
Die Gemeinde Caldas hat 86.042 Einwohner, von denen 70.252 im städtischen Teil (cabecera municipal) der Gemeinde leben. In der Metropolregion leben 4.173.692 Menschen (Stand: 2022).

## Geschichte

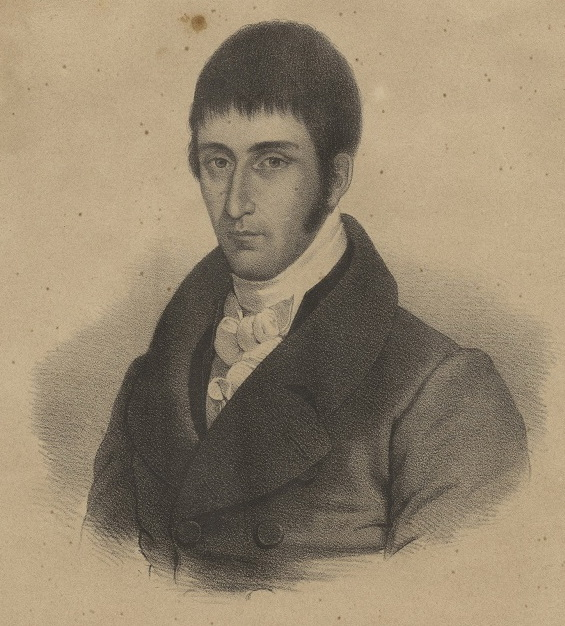
Francisco José de Caldas

Auf dem Gebiet des heutigen Caldas wurde 1616 ein indigener Ort gegründet. Die heutige Gemeinde geht auf die Gründung zurück, die 1840 unter dem Namen La Valeria erfolgte. Später wurde der Ort nach dem Freiheitshelden Francisco José de Caldas benannt.

## Wirtschaft
Die Wirtschaft von Caldas wird durch die Nähe zu Medellín bestimmt. Der wichtigste Wirtschaftszweig ist die Industrie. Zudem werden Bananen und Maniok angebaut. Die Fernstraße I-25 (Medellín–Cali) führt an der Stadt vorbei.

## Söhne und Töchter der Stadt
- Luis Montoya (* 1961), Fußballtrainer
- Fabián Puerta (* 1991), Bahnradsportler